# 나가타역 (오사카부)
나가타역(일본어: 장전역 ,長田駅, ながたえき)은 일본 오사카부 히가시오사카시에 있는 오사카시 고속 전기궤도와 긴키 닛폰 철도의 철도역이다.
오사카시 고속 전기궤도와 긴키 닛폰 철도의 공동사용역이며, 오사카시 고속 전기궤도가 관할하고 있다.

## 역 구조
섬식 승강장 1면 2선의 승강장이 있는 지하역이며, 개찰구는 1개소이다.
이코마 방면에 역(逆)Y자형의 인상선이 있어, 야간 당역 종착의 차량이 유치된다. 또, 코스모스퀘어 방면에도 동선이 있어, 코스모스퀘어행 출발열차가 사용된다.

### 승강장
| 1 | ■ 긴테쓰 게이한나선 | 이코마 · 갓켄나라토미가오카 방면                        |
| 2 | ■ 주오선            | 모리노미야 · 혼마치 · 벤텐초 · 오사카코 · 유메시마 방면 |

## 역세권 정보
- 후레스포 나가타
- 오사카 지문구 유통센터
- 리치먼드 호텔 히가시오사카
- 히가시오사카 JCT
- 한신 고속 13호 히가시오사카 선
- 국도 제308호선

## 역사
- 1985년 4월 5일: 오사카 시영 지하철 주오 선 후카에바시 ~ 당역간 영업 개시.
- 1986년 10월 1일: 긴테쓰 히가시오사카 선(현, 게이한나 선)의 개업으로, 직통 운전 개시.
- 2006년 3월 27일: 긴테쓰 히가시오사카 선이 게이한나 선의 이행에 수반하여, 오사카 시영 지하철의 역번호를 긴테쓰와 공통화하게 됨.

## 사진

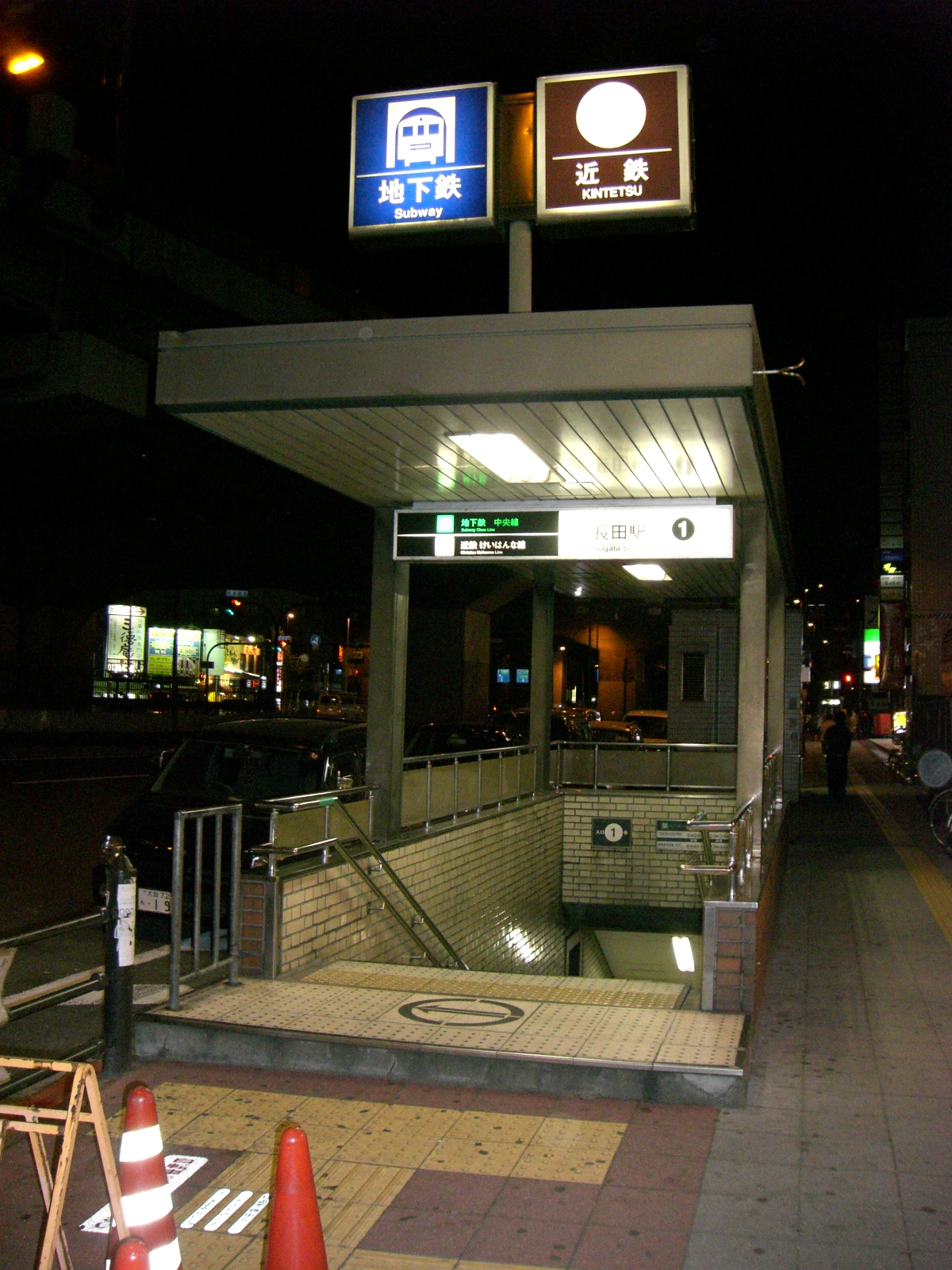
출구
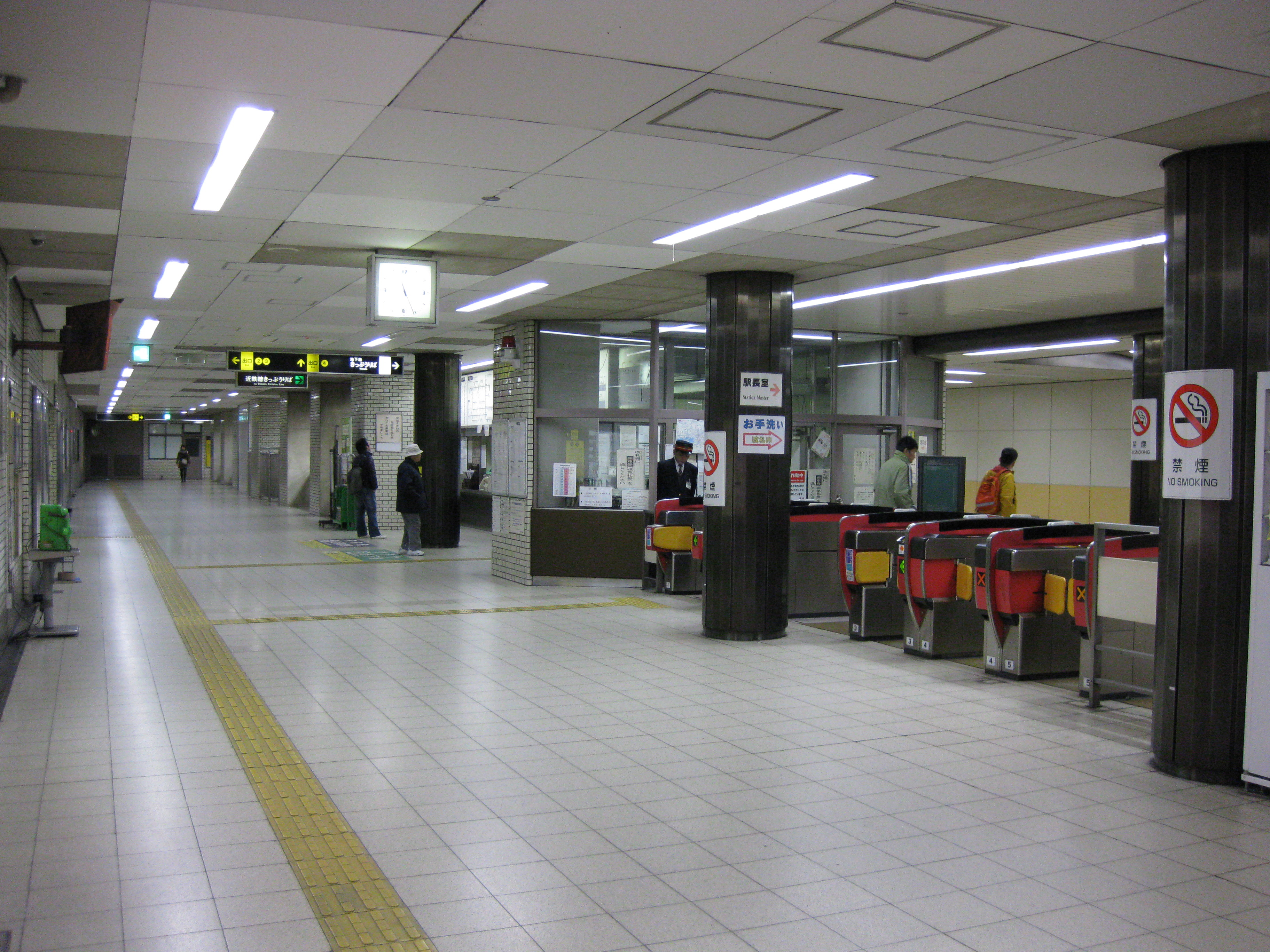
개찰구
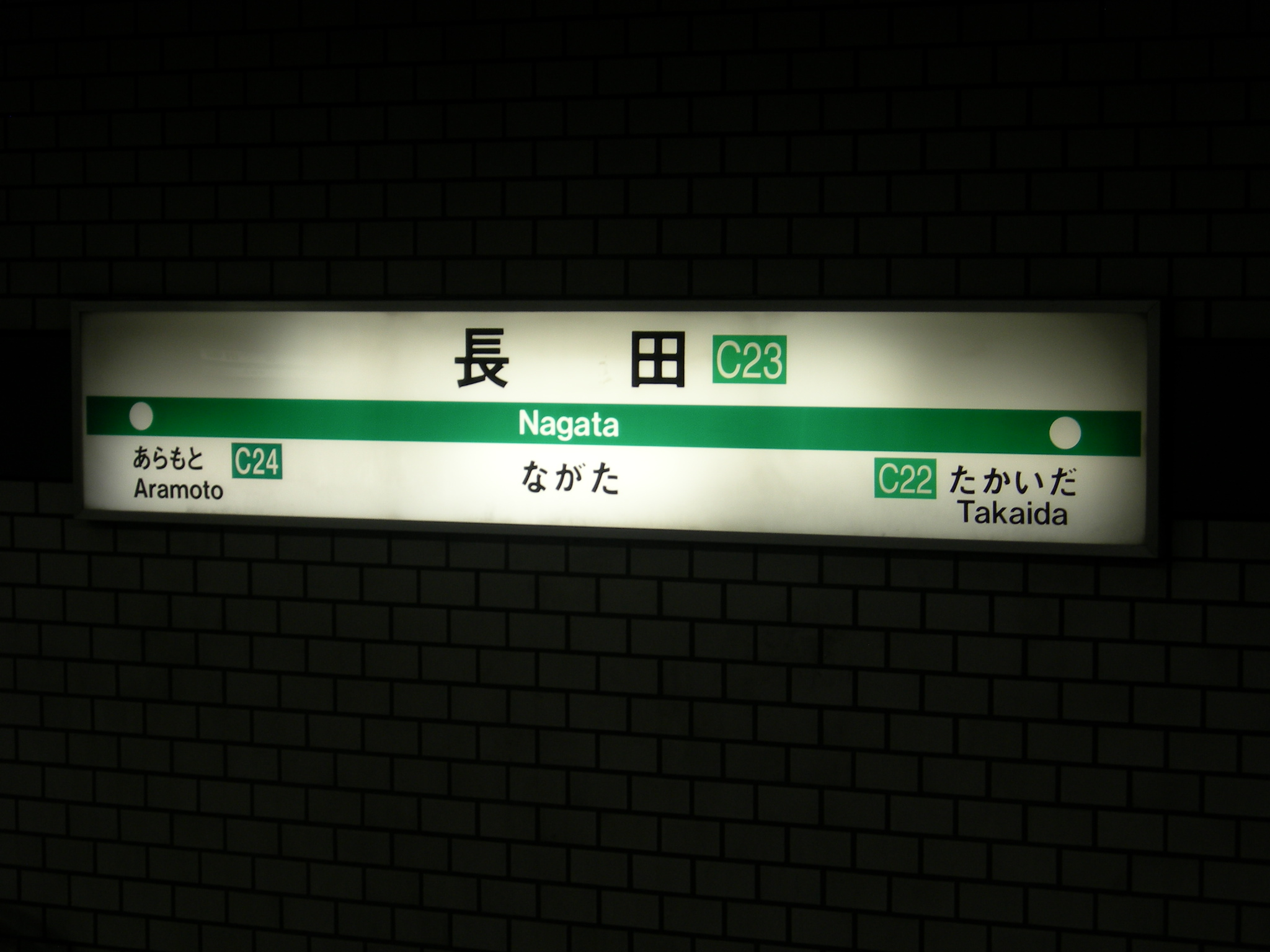
역명판

## 인접역
| 오사카시 고속 전기궤도 · 긴키 닛폰 철도 | 오사카시 고속 전기궤도 · 긴키 닛폰 철도             | 오사카시 고속 전기궤도 · 긴키 닛폰 철도 |
| --------------------------------------- | --------------------------------------------------- | --------------------------------------- |
| C22 다카이다 유메시마 방면              | ■ 오사카 메트로 주오선 ■ 긴키 닛폰 철도 게이한나 선 | 아라모토 C24 갓켄나라토미가오카 방면    |